# Carabdytes
Carabdytes là một chi bọ cánh cứng trong họ Dytiscidae.
Chi này được Balke, Hendrich & Wewalka miêu tả khoa học năm 1992.

## Các loài
Các loài trong chi này gồm:
- Carabdytes stephanieae Watts, Hancock & Leys, 2007
- Carabdytes upin Balke, Hendrich & Wewalka, 1992